# Канчеровский Карьер
 Канчеровский Карьер  — посёлок в Кувандыкском городском округе Оренбургской области.

## География
Находится на расстоянии примерно 17 километров на запад-северо-запад от окружного центра города Кувандык.

## Климат
Климат умеренно-континентальный. Времена года выражены чётко. Среднегодовая температура по району изменяется от +4,0 °C до +4,8 °C. Самый холодный месяц года — январь, среднемесячная температура около −20,5…−35 °C. Атмосферных осадков за год выпадает от 300 до 450—550 мм, причём большая часть приходится на весенне-летний период (около 70 %). Снежный покров довольно устойчив, продолжительность его, в среднем, 150 дней.

## История
Другое название «посёлок Канчеровского гравийного карьера». Основан в советский период у места добычи гравия. Назван по расположенной в окрестностях деревне Башкирское Канчерово. До 2016 года входила в Зиянчуринский сельсовет Кувандыкского района, после реорганизации этих муниципальных образований в составе Кувандыкского городского округа.

## Население
Постоянное население составляло 38 человек в 2002 году (русские 87 %), 34 в 2010 году.